# Geisy Arruda
Geisy Arruda (Diadema, 5 de junio de 1989) es una presentadora de televisión, actriz y personalidad televisiva brasileña.

## Carrera
El 22 de octubre de 2009, mientras era estudiante de la Universidad Bandeirante de Sao Paulo, Geisy fue acosada y maltratada por algunos estudiantes por el hecho de usar un vestido corto. El acoso se salió de control y la policía militar tuvo que intervenir para proteger a Arruda. Vídeos del caso fueron grabados por las cámaras de seguridad, volviéndose virales en Internet a los pocos días. El caso se convirtió en una noticia nacional, dándole una publicidad no buscada a Geisy. Un año después, utilizando su nueva popularidad, lanzó una línea de ropa llamada Rosa Divino. Más tarde participó como concursante en la tercera temporada del programa de telerrealidad La Granja. Debutó como actriz en la comedia televisiva Programa do Gugu.

## Filmografía
- 2010 - La granja
- 2011-2012 - Programa do Gugu
- 2015-2017 - Bastidores do Carnaval
- 2015-2016 - The Noite com Danilo Gentili
- 2016 -	TV Fama
- 2016 - Multi Tom